# A Papisa Joana
Die Päpstin (bra/prt: A Papisa Joana) é um filme teuto-britano-ítalo-espanhol produzido por Bernd Eichinger e dirigido por Sönke Wortmann, com roteiro  baseado no romance Pope Joan, de Donna Woolfolk Cross.
O filme tem no elenco Johanna Wokalek no papel da Papisa Joana, David Wenham como Gerold, seu amante, e John Goodman como o papa Sérgio 2.º. Sua pré-estreia mundial ocorreu em Berlim em 19 de Outubro de 2009, e seu lançamento ocorreu no dia 22 de Outubro de 2009.